# بيسابالو
بيسابالو هي رياضة مضرب سريعة الحركة وتوصف بأنها الرياضة الشعبية في فنلندا مع تواجد بدرجة أقل في دول أخرى مثل ألمانيا،السويد وسويسرا.تم أختراع الرياضة في منتصف 1920. يتكون كل فريق من 9 في حالة الدفاع و12 في حالة الهجوم وتشبه قوانينها رياضة كرة القاعدة حيث يحاول الهجوم إحراز النقاط عبر ضرب الكرة بنجاح والركض للقواعد.